# 高橋剛
高橋剛（1970年7月13日—），藝名（與本名發音相同），是日本的音樂人與作曲家，隸屬於艾迴唱片。出生於東京都。

## 簡歷
- 姊姊是歌手高橋洋子，妻子為原來女子偶像團體ribbon（日语：ribbon (アイドルグループ)）成員之一的松野有里巳（日语：松野有里巳）。

- 以前以樂團Banana Gangs的主唱活躍著。

- 近年則提供聲優林原惠、保志總一朗、聲優團體TAMAGO等樂曲上的支援。

- 曾經是MEN's NON-NO的專屬模特兒。

- 他在中學二年級時就以唱片出道。

- 他也參加高橋洋子歌曲的背後合音的演出。

## 唱片

### 單曲
- ABC-Dヨロシク（1984年）- 東京電視台「おはようスタジオ」插曲。b/w「コアラのサンバ」（志賀正浩）
- Fighting chance/きみのために愛を（2001年5月3日）動畫「破邪巨星G彈劾凰」片頭曲。「高橋剛、山形カスミ」名義
- CARNIVAL.BABEL.REVIVAL ～カルナバル・バベル・リバイバル～（2003年9月26日）「林原惠＆高橋剛」名義

## 作曲・編曲
- 林原惠
「Over Soul」「trust you」「feel well」「Northern lights」「おもかげ」「KOIBUMI」「朝未き・夜渡り」「faint love」「Meet again」「www.co.jp」「BLトライアングル」（作曲・編曲）「Forty」（編曲・補作曲）「A Happy Life」「Lucky＆Happy」（編曲）
- TAMAGO
「honey suger boy」（作曲・編曲）
- 保志總一朗
「Shining Tears」（作曲・編曲）「Starting again」（編曲）
- 小清水亞美・生天目仁美・堀江由衣・清水香里
「School Rumble 4 Ever」（作曲・編曲）
- 森久保祥太郎
「Deep in the Darkest Blue」（作曲・編曲）
- 椎名碧流
「ラブリ♥タイム」（作曲）

## 參與錄音
- 水樹奈奈
「SUPER GENERATION」（合音）

- NEWS
「NEWSニッポン」、「紅く燃ゆる太陽」（一起合音）

## 聲優
- Dear Daniel（日语：ディアダニエル）（凱蒂貓男友） 聲演 Daniel Star（ダニエル・スター）
- SHOW BY ROCK!! 聲演 Bai Red（バイレッド）

## 電視
- おはようスタジオ
- 東中學3年5班

## 關聯條目
- 林原惠
- 林原惠的東京不羈夜